# Groupe SOS
Le Groupe SOS est une association française à but non lucratif, spécialisée dans l'entrepreneuriat social, qui regroupe 850 établissements, associations, entreprises sociales et établissements sociaux et médico-sociaux. Le Groupe SOS accompagne 2 millions de personnes en situation de vulnérabilité chaque année.

## Histoire
Le groupe est fondé en 1984 à Marseille sous le nom de SOS Drogue International, par Jean-Marc Borello, qui deviendra plus tard un proche d'Emmanuel Macron,. L'association accompagne initialement les publics en situation d'addiction, victimes du VIH/sida. Il s'est ensuite développé par deux moyens : la réponse à des appels d’offres publics et la reprise d’associations en difficulté ou qui souhaitent s'agrandir. Pour rejoindre le Groupe SOS, le vote doit se faire en Conseil d'administration des associations : les associations gardent leurs identités mais perdent leur indépendance en entrant dans le Groupe SOS.
En 2009, le Groupe SOS comprenait dix associations et onze entreprises pour un chiffre d'affaires de 155 millions d'euros et 2 200 salariés. Il reprend la revue Respect Magazine dont il fait évoluer fortement le contenu et le modèle à partir de 2013.
En 2011, Hospitalor, une association déclarée d'utilité publique à but non lucratif créée en 1972 par Henri Dalens. devient Groupe SOS Seniors,.
En mars 2012, le groupe reprend les activités associatives d'Alpha Santé ; son effectif en France dépasse alors 10 000 salariés.
En 2017, le groupe comporte alors 8 secteurs d'activités : Solidarités, Santé, Groupe SOS Seniors (anciennement Hospitalor), Emploi, Jeunesse, Action internationale, Culture et Transition écologique. La même année, le Groupe SOS lance la plateforme « handicap - petite enfance », dispositif unique en France visant à augmenter le nombre de jeunes enfants (âgés de 0 à 4 ans) en situation de handicap accueilli au sein des structures de la petite enfance,. En 2019 ce dispositif s'installe dans les anciens locaux de Charlie Hebdo, le groupe SOS étant locataire depuis le début d'année 2016,.
En 2019, le réseau des épiceries solidaires d'ANDES et l'association les Brigades vertes, tous deux en redressement judiciaire, rejoignent le groupe. La même année, le groupe, aux côtés de partenaires, ouvre H7, lieu French Tech lyonnais, et Coco Velten, projet expérimental à Marseille, qui accueille des sans-abris à côté d'associations et d'entreprises.
En septembre 2019, le groupe déclare vouloir ouvrir 1 000 cafés dans des communes de moins de 3 500 habitants. La même année, le Groupe SOS ouvre une quatrième antenne de son dispositif de prévention de la radicalisation.
En 2020, de nombreux établissements du groupe sont affectés par la crise sanitaire liée à la pandémie de Covid-19 en France. La même année, le groupe soutient la création de salles de consommation à moindre risque.
En octobre 2020, à la suite des propos tenus par Éric Zemmour sur CNews sur le fait que les « jeunes issus de l’immigration » seraient « tous des voleurs, tous des assassins, tous des violeurs », le Groupe SOS, un des principaux acteurs de la protection des mineurs isolés (ou mineurs non-accompagnés) en France annonce porter plainte contre le polémiste et la chaîne télévisée.
En 2021, des établissements du Groupe SOS accueillent des personnes évacuées d’Afghanistan, après la prise de pouvoir des talibans,. Elle a l'ambition d'être « la première entreprise sociale du monde ».
En 2022, après l’invasion de l'Ukraine par la Russie, le Groupe SOS devient, en Ile-de-France, le premier opérateur pour l’accueil des personnes réfugiées en provenance d’Ukraine. À cette date, il comprend 22 000 salariés dans 650 structures, pour un chiffre d’affaires de 1,26 milliard d’euros.
En 2023, le Groupe SOS lance le dispositif La Maille, à destination des jeunes majeurs de l'Aide Sociale à l'Enfance qui se retrouvent sans-abris. Ce dispositif vise à lutter contre les "sorties sèches".
En avril 2024, le Groupe SOS et la Fondation Le Refuge annoncent avoir repris Têtu, magazine d'actualité de la communauté LGBT, alors placé en redressement judiciaire, à l'issue d'une décision du tribunal de commerce de Paris. Ils s'engagent à préserver l'identité et l'indépendance éditoriale de la publication.
En décembre 2024, l'association du Groupe SOS, Mlezi Maore est au coeur de l'actualité avec le cyclone Chido à Mayotte.

## Gouvernance et organisation
Selon Le Monde, le conseil d'administration ne se réunirait que trois ou quatre fois l’an et n'aurait qu'un rôle mineur, tandis que le pouvoir effectif serait concentré entre les mains du président et de quelques dirigeants du groupe, liés pour certains d’entre eux par des relations affectives ou familiales. Le président de l’Union nationale interfédérale des œuvres et organismes privés non lucratifs sanitaires et sociaux (Uniopss) juge que « cette absence de contrôle démocratique, de contre-pouvoir, pose problème dans un domaine comme l’action sociale ».
En 2016, l'université d'Harvard réalise une étude complète sur le groupe, qualifié de « plus grande entreprise sociale française ». Elle publie la liste des 36 membres des conseils d'administration (magistrats, médecins, hauts fonctionnaires, chefs ou cadres d'entreprise ou responsables associatifs) en précisant qu'ils définissent les grandes orientations du groupe, appliquées au quotidien par un directoire, présidé par Jean-Marc Borello, fondateur du groupe, ancien président du Mouvement des entrepreneurs sociaux.
En avril 2023, la Revue française des affaires sociales publie un article sur le Groupe SOS, son histoire, sa gouvernance, son modèle économique ou encore ses relations avec les pouvoirs publics. En octobre 2023, le Groupe SOS lance la Fondation pour le sport inclusif

## Modèle économique et finances
Organisé sous la forme d’une association à but non lucratif, le Groupe SOS mène deux types d’activités : des missions de service public (activités relatives au handicap, aux addictions, à l’habitat, à l’action sociale et la protection de l’enfance), soumises à des obligations spécifiques ; et des activités d’intérêt général.
Les ressources du Groupe SOS proviennent de clients privés (entreprises et particuliers), de collectivités territoriales, de la CPAM, de l’État français, et de subventions européennes ou de dons[source secondaire souhaitée].
Le chiffre d'activité officiel est d'1,4 milliard d'euros en 2022[source secondaire souhaitée]

## Plaidoyers
Le Groupe SOS publie en 2023 un plaidoyer pour les Centres Educatifs Fermés. Parmi les propositions : apporter des réponses individuelles et adaptées aux parcours des jeunes, renforcer l'accompagnement après la sortie ou encore améliorer la prise en charge scolaire. La Croix L'Hebdo publié une enquête en immersion dans un des centres éducatifs fermés géré par le Groupe SOS.
Depuis le 1er janvier 2025, le recours à des tarifs d'hébergement différenciés est facilité pour les Ehpad. Le surloyer solidaire est une mesure mise en place par le Groupe SOS depuis 2017, et qui est une mesure majeure du plaidoyer concernant les seniors.
Plusieurs tribunes et prises de position ont été publiées et relayées ces dernières années concernant les politiques migratoires

## Polémiques

### Patrimoine immobilier
En 1995, le groupe SOS crée une filiale à statut coopératif, Alterna, qui réalise les opérations liées au  patrimoine social des associations, qui est propriétaire en 2022 de 650 000 mètres carrés de locaux divers, valorisés à près de 800 millions d’euros (500 millions d'euros en 2018) : hôpitaux, maisons de retraite, structures sociales, entreprises d'insertion, établissements culturels, etc.
Le groupe affirme que c'est parce qu'il a réussi à devenir propriétaire de son immobilier qu'il a pu créer des activités sociales dont les propriétaires ou bailleurs ne voulaient pas,.
L’Agence nationale de contrôle du logement social (ANCOLS) a relevé que quatre dirigeants avaient bénéficié en 2004 de conditions très avantageuses pour acheter des appartements faisant partie de ce patrimoine immobilier, certains étant destinés au départ à du logement social. Le groupe SOS explique pour sa part que certains logements n'étaient pas agréés pour assurer une activité de logement très social et qu'il était contraint de s'en séparer, que la procédure conduisant à la vente prévoyait une évaluation par un expert indépendant assermenté et une simple priorité d'information pour des salariés du groupe[source secondaire souhaitée]. Dans son rapport de contrôle de juillet 2016, l'ANCOLS précise qu' « Alterna joue pleinement son rôle social. La petite taille du patrimoine favorise la fourniture de services de qualité aux locataires ».

### Le cinéma La Clef
En février 2021, le groupe annonce avoir signé une promesse de vente pour le cinéma historique La Clef à Paris, créant l’émoi dans le milieu du cinéma français et international. La vente, souhaitée en avril 2018 par le CSE des Caisses d’Epargne Île-de-France, propriétaire des lieux, menace d'expulsion l'association investie dans les lieux depuis 2019, et vouée à préserver la diffusion de films rares et indépendants. En 2022, soutenu par des milliers de spectateurs, de très nombreuses personnalités et la quasi-totalité du milieu du cinéma français, le cinéma La Clef devient un symbole de résistance et lutte toujours pour éviter son expulsion des lieux, lançant des projections à 6h du matin, désormais cultes. Le 1er mars 2022, le Groupe SOS indique ne pas donner suite à la promesse de vente et abandonne son projet[source secondaire souhaitée].

### Autres
En 2022, Mediapart met en cause la gestion par le groupe d'un centre éducatif fermé pour mineurs délinquants dans le Puy-de-Dôme.
En 2023, Le Monde diplomatique publie un article dénonçant la proximité du Groupe SOS avec le président de la République et remet notamment en cause sa gestion RH.
En 2024, Mediapart révèle que le groupe a obtenu entre 2018 et 2020 plus d'un million d'euros de fonds publics pour la création d'un site Internet dédié aux seniors isolés. Ces fonds proviennent en partie du département de la Moselle alors que ce dernier ne profite pas particulièrement du projet.

## Identités visuelles

Ancien logo
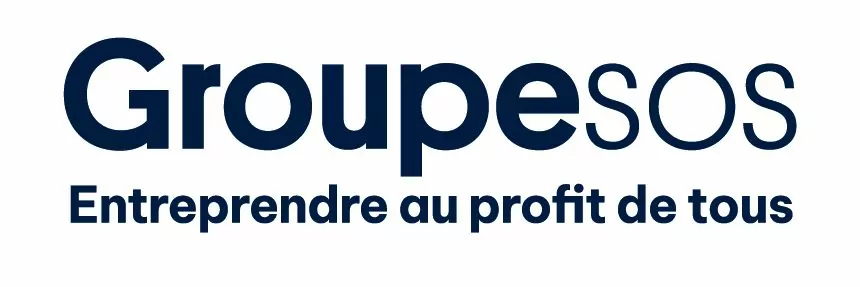
Logo actuel